# Pasquale Platania
Pasquale Platania (Motta Sant'Anastasia, 17 giugno 1892 – Roma, 14 ottobre 1965) è stato uno scultore italiano.
È l'autore del busto di Vittorio Emanuele Orlando, uno dei famosi Busti del Pincio di Roma.

## Biografia
Nasce a Motta Sant'Anastasia (Catania) da Gaetano, un muratore, e Valenti Anastasia nel 1892, ma nei primi anni del Novecento è già a Roma dove nel 1912 consegue il Diploma nel corso di Disegno Ornamentale. Dal 1920 al 1935 figura tra i soci dell'Associazione Artistica Internazionale .
Nel 1921 espone alla I Biennale Romana Studio di testa. Tra gli anni '30 e gli anni '50 realizza i busti delle personalità cui sono intitolati alcuni istituti scolastici romani (tra cui Armando Diaz, Vittorio Alfieri e Giuseppe Mazzini). Il 5 maggio 1927 si sposa a Roma con Abbruzzese Pasqualina, figlia di un portiere. Nel 1959 riceve la commissione per il Vittorio Emanuele Orlando per la serie dei Busti del Pincio.

## Opere principali
- Romana dell'Ottocento acconciata nella mossa del salterello (terracotta, 1948 - Museo di Roma)
- Testa femminile (bronzo, 1954 - Galleria Nazionale d'Arte Moderna e Contemporanea, Roma)
- Vittorio Emanuele Orlando (busto in marmo, 1959 - Pincio, Roma)